# Arnol Kox

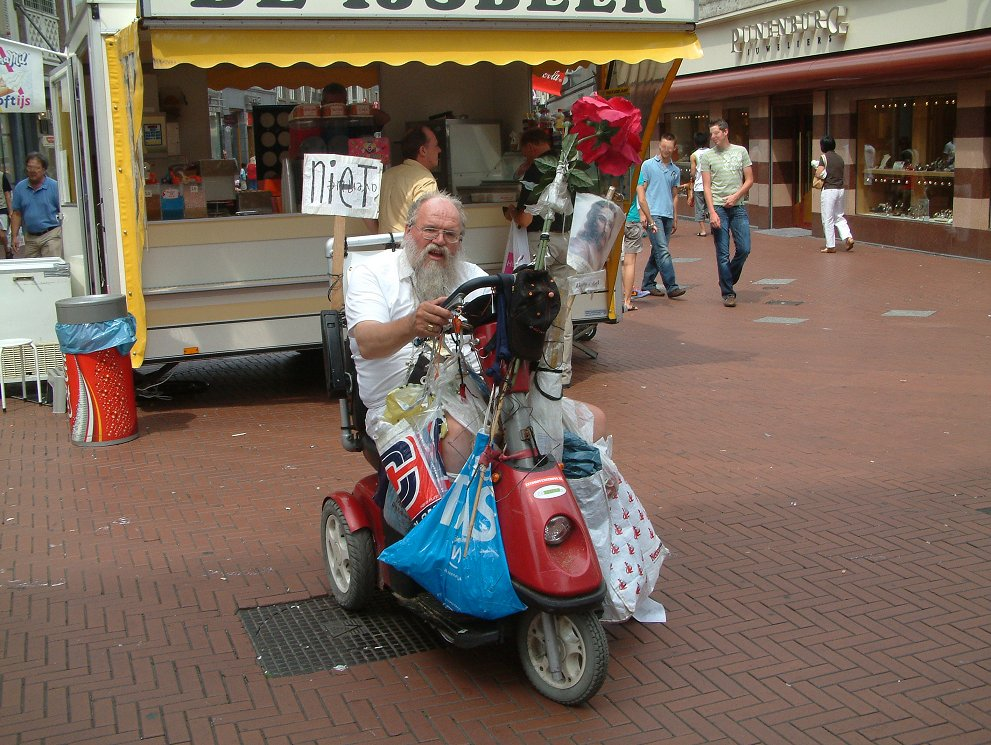
Arnol Kox op zijn 'vaste' plaats in het Centrum van Eindhoven (2008)

Arnoldus Johannes Franciscus (Arnol) Kox (Bergeijk, 11 oktober 1952 – Eindhoven, 15 juli 2020) was een Nederlandse straatprediker die actief was in de stad Eindhoven.

## Biografie
Kox kreeg op 16-jarige leeftijd een bromfietsongeval, waarna hij negen maanden in het ziekenhuis doorbracht. In die tijd vroeg hij zich af wat de zin van het leven was. Hierdoor besloot hij zijn leven radicaal anders in te richten. Tot enkele weken voor zijn overlijden was hij bijna dagelijks in de binnenstad van Eindhoven te vinden, en soms ook in Veldhoven of elders, met zijn met tekstborden behangen scootmobiel. In 2016 deed hij dit samen met de jumpartiest Patrick Pereira. Kox verkondigde met luide stem het christelijk geloof door het voortdurend herhalen van dagelijks andere zinnen als "Door de genade van God heb ik Jezus leren kennen en ben ik wonderbaarlijk opnieuw tot leven gekomen".

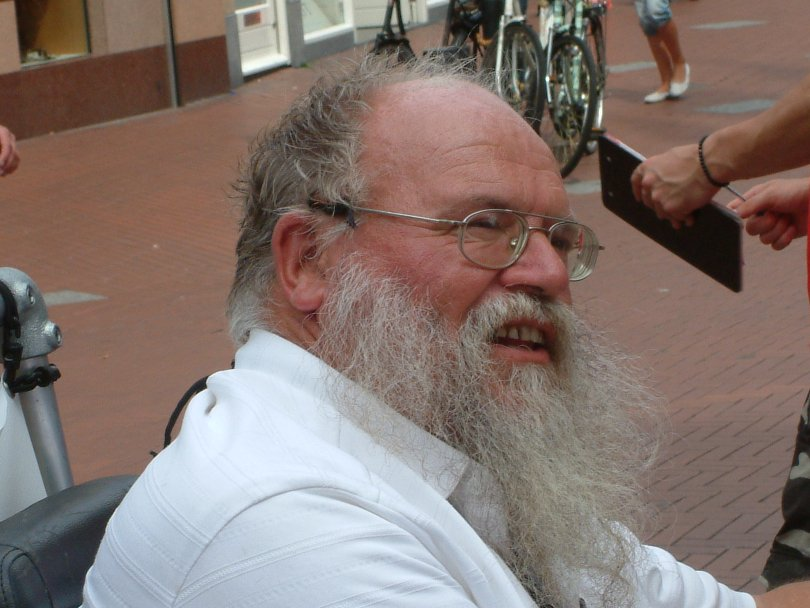
Arnol in 2008

Met zijn baard, stevig postuur, lengte van bijna twee meter en altijd witte kleding was hij een opvallende verschijning, die bekend was bij veel Eindhovenaren en bij vele bezoekers van de stad. Vaak werd hij simpelweg "Jezus" genoemd, anderen spraken over "straatprediker" of "schreeuwjezus", maar inwoners van Eindhoven en Veldhoven hadden het vaak over "Nol".
Kox werd door sommigen gerespecteerd om zijn grote doorzettingsvermogen, maar anderen zagen hem eerder als een soort dorpsgek. In 1998 was hij onderwerp van Theo Maassen in diens programma Ruwe pit. Maassen gaf hierin toe soms jaloers te zijn op de religieuze zekerheden van Kox.
In 2000 is Kox getrouwd met Gerry Diederen.

## Gebedsgenezing
Kox kreeg landelijke bekendheid door een gebedsgenezing in 1996. Rolstoelpatiënte Karin Kroon kwam hem tegen bij de Bijenkorf. Hij vroeg haar of ze weer wilde lopen. Dat wilde ze wel. Hij prevelde een gebed en een uur later kwam Kroon lopend thuis. Het werd door het Eindhovens Dagblad een heus wonder genoemd.
Ook in de landelijke pers kreeg men er lucht van, waardoor zowel Willibrord Frequin als de huisarts van Karin Kroon hem benaderden met vragen van ongeloof. Allen bevestigden echter het gebeuren en Frequin kon niet anders dan concluderen dat het wel heel bijzonder was.

## Overheid, boetes, en rechtszaken
Er waren winkeliers die de luide en voortdurend herhaalde teksten hinderlijk vonden of dachten dat hun klanten dat vonden. Hun beklag bij de politie heeft diverse malen het resultaat gehad dat Kox restricties kreeg opgelegd. Hij mocht dan slechts een beperkte tijd (bijvoorbeeld twintig minuten) op dezelfde plek blijven of mocht zich een tijdlang helemaal niet meer in het winkelgebied vertonen. Ook voederde hij graag duiven; dat heeft hem al eens een bekeuring opgeleverd. Na eerdere vrijspraak werd Kox uiteindelijk op 24 juni 2008 wegens het veroorzaken van overlast veroordeeld tot een boete van 150 euro en een week voorwaardelijke celstraf, met een proeftijd van twee jaar. Op 25 april 2013 werd hij door de economische politierechter veroordeeld zonder strafoplegging wegens het achterlaten van afval in de openbare ruimte.
In februari 2014 werd Kox schuldig bevonden aan een aantal overtredingen. Voor een van die overtredingen kreeg hij een voorwaardelijke boete. De overige overtredingen liet de rechter onbestraft.
Ook in januari 2016 werd Kox veroordeeld wegens het voeren van duiven; hij kreeg voorwaardelijke boetes opgelegd voor elf zaken.
In april 2016 besloot de gemeente Eindhoven dat Kox zijn scootmobiel moest inleveren omdat hij een gevaar op de weg was.
In januari 2017 werd Kox beboet door de politie omdat hij de rust, orde en veiligheid had verstoord door het maken van reclame of propaganda in de tunnel van station Eindhoven.
Kox werd hiervoor in september door de rechter vrijgesproken.
Eind januari 2017 kreeg hij een boete opgelegd wegens overtreding van de APV.

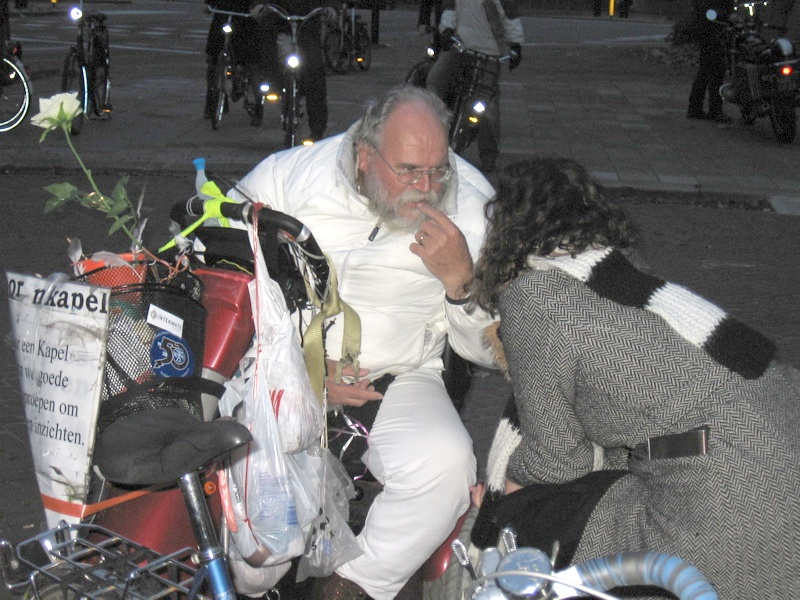
Kox voor het Temporary Art Centre in Eindhoven (2007)

## Gezondheid
Medio 2011 werd bij Kox een been geamputeerd in verband met een woekerende bacterie. Op 26 april 2013 werd hij in de Eindhovense binnenstad gereanimeerd na onwel te zijn geworden als gevolg van hartfalen, Kox werd vervolgens in het Catharinaziekenhuis opgenomen. Op 5 mei werd hij uit het ziekenhuis ontslagen. In januari 2019 werd Kox in het ziekenhuis opgenomen voor een bypassoperatie aan zijn hart.
In september 2019 werd bij Kox myelodysplastisch syndroom vastgesteld. Dat kan leiden tot leukemie. Een maand later kreeg hij de laatste sacramenten toegediend, maar hij herstelde en kon weer naar huis.
In november was hij, ondanks zijn broze gezondheid, weer in het stadscentrum actief.
In juni 2020 kreeg hij van artsen te horen dat hij niet lang meer te leven had, vanwege zijn leukemie.

## Afscheid, overlijden en uitvaart

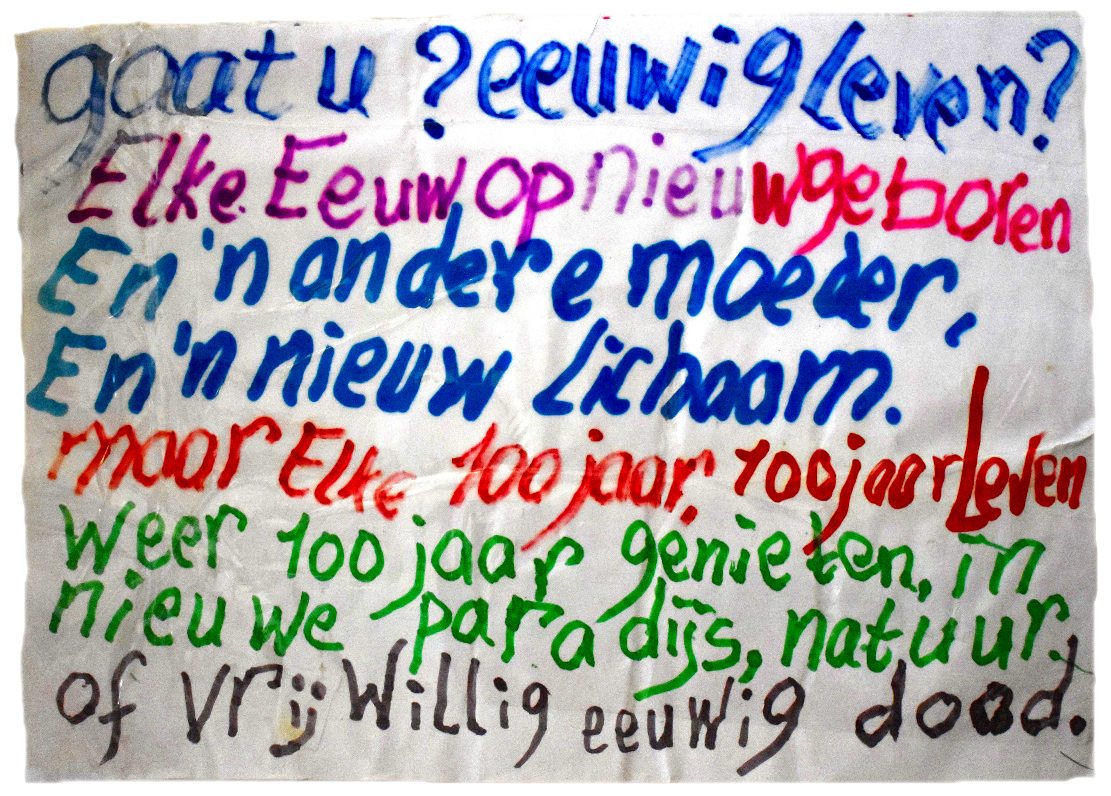
Een van de vele borden van Arnol Kox

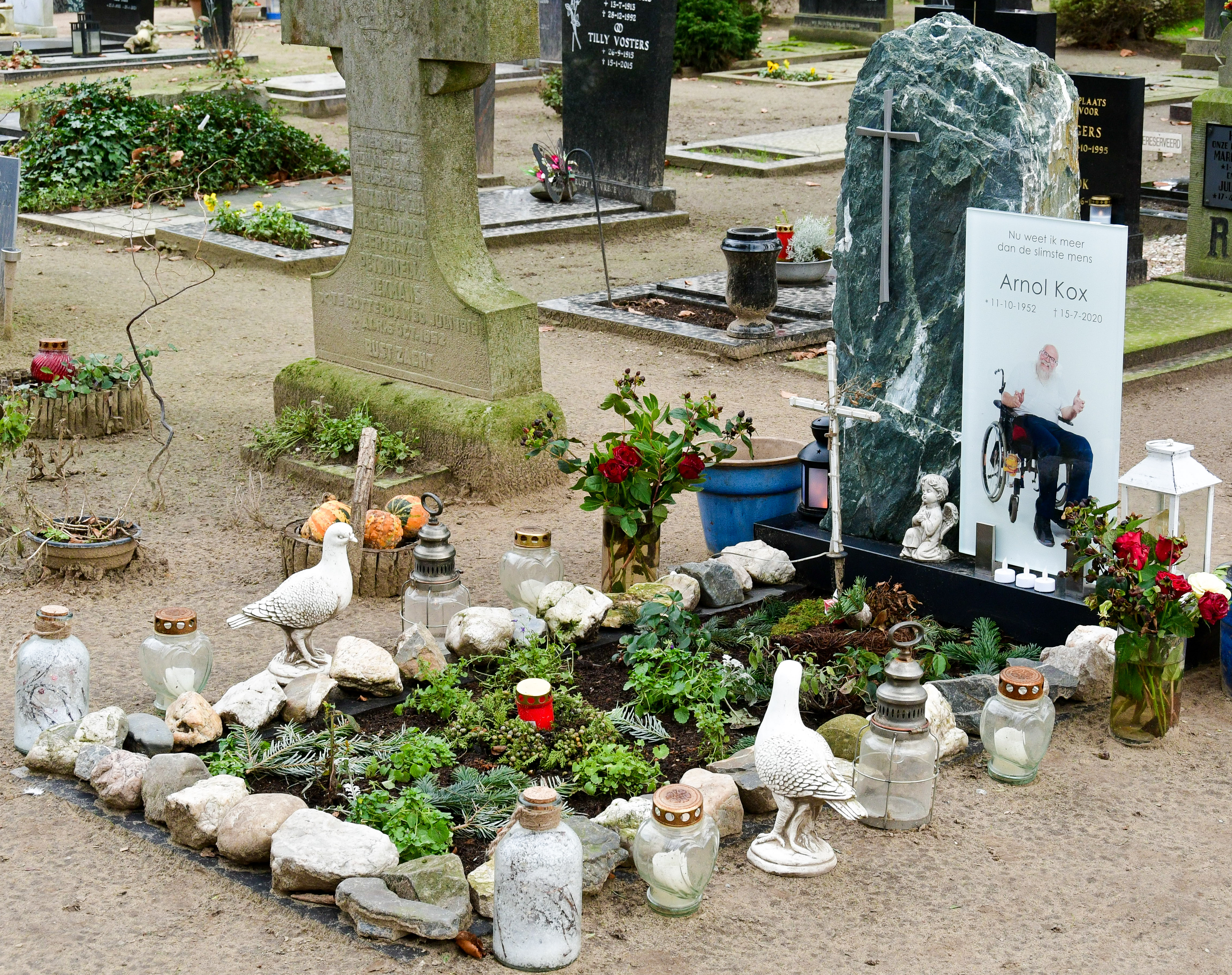
Graf van Arnol Kox op de begraafplaats van de Trudokerk aan de Strijpsestraat in Eindhoven. Het graf bevindt zich in Vak Links, rij 17.

Op zondag 5 juli 2020 maakte hij voor het laatst een rondgang door de Eindhovense binnenstad. 
Dat was zijn laatste wens. Hij kreeg applaus van de terrasbezoekers.
Woensdag 15 juli 2020 overleed Arnol Kox aan de gevolgen van leukemie. Op 22 juli 2020 werd hij, na een uitvaartmis in de Eindhovense Sint-Trudokerk, begraven op het kerkhof bij deze kerk.

## Enkele van zijn citaten
- "Deze wereld is een mannenwereld, maar de volgende wereld wordt een vrouwenwereld."
- "Er komt een nieuwe natuur, deze natuur is ziek en oud."
- "Wil je nu leven, of begint je leven pas na je dood?"
- "Altijd genieten, eeuwig genieten."
- "Vandaag is het feest, want zo oud als vandaag ben ik nog nooit geweest."
- "Een nieuwe moeder, elke eeuw een andere moeder."
- "Wil je eeuwig leven of eeuwig dood?"
- "Wilt u een lichaam, of wilt u twee lichamen hebben?"
- "Bij de man is het mannelijk, bij de vrouw is het vrouwelijk, maar bij de Heer is het heerlijk!"
- "Je weet wat je weet, maar je weet niet wat je niet weet!"
- "We zijn allemaal kinderen van de regencirkel, de regenboog is een onderdeel van de regencirkel"
- (Lopend over de Markt in Eindhoven:) "Jezus redt u van de echte helmond".
- ”Jezus houdt van jou, jij houdt van Jezus."